# Neoherminia fadusalis
Neoherminia fadusalis är en fjärilsart som beskrevs av Walker 1859. Neoherminia fadusalis ingår i släktet Neoherminia och familjen nattflyn. Inga underarter finns listade i Catalogue of Life.